# Stuiver Valley
Das Stuiver Valley ist ein 1400 m hoch liegendes und größtenteils eisfreies Tal im ostantarktischen Viktorialand. In der Olympus Range liegt es zwischen Mount Circe und Mount Dido im Westen sowie Mount Boreas im Osten.
Das Advisory Committee on Antarctic Names benannte es 1997 nach dem niederländisch-US-amerikanischen Geochemiker Minze Stuiver (1929–2020), der ab 1969 im Rahmen des United States Antarctic Research Program mittels der von ihm verbesserten Radiokarbonmethode maßgeblich dazu beigetragen hatte, die glaziale Entwicklung der Region um den McMurdo-Sund und der Antarktischen Trockentäler zu rekonstruieren.